# Johann Georg Metzger
Johann Georg Metzger, auch Johann Georg Mezger (* 15. August 1746 in Philippsburg; † 14. Juni 1793 in München) war ein deutscher Komponist und Flötist.

## Leben
Georg Metzger wurde als Halbwaise in das Seminarium musicum der Jesuiten in Mannheim aufgenommen, wo er seinen ersten Musikunterricht erhielt und sein Talent für das Flötenspiel entwickelte. Später unterrichtete ihn auf Geheiß von Kurfürst Karl Theodor Johann Baptist Wendling.
Ab 1760 war Metzger im Status des Assistent und ab 1765 als Hofmusikus in der Mannheimer Hofkapelle. Nach dem Umzug des Hofes im Jahre 1778 war er dann in der Münchner Hofkapelle tätig.
Metzger komponierte Konzerte und Kammermusik. Er war verheiratet und hatte insgesamt vier Kinder.
Er war Vater von Friedrich Metzger und Karl Theodor Metzger, welche ebenfalls Flötisten in der Münchner Hofkapelle waren.

## Werke (Auswahl)

### Konzerte
- 1779: Konzert für Flöte und Orchester, G-Dur, Opus 2
- 1779: Konzert für Flöte und Orchester, D-Dur, Opus 3
- 1779: Konzert für Flöte und Orchester, D-Dur, Opus 4

### Kammermusik
- 1777: Sechs Trio für Flöte, Violine und Basso, Opus 1
- 1782: Sechs Trio für zwei Flöten und Basso, Opus 2